# Sportfreunde Siegen 2013-2014
Questa voce raccoglie le informazioni riguardanti lo Sportfreunde Siegen nelle competizioni ufficiali della stagione 2013-2014.

## Stagione
Nella stagione 2013-2014 il Siegen, allenato da Michael Boris e Matthias Hagner, concluse il campionato di Regionalliga ovest al 5º posto.

## Rosa
| N. |                     | Ruolo | Calciatore             |
| -- | ------------------- | ----- | ---------------------- |
| 1  | Germania (bandiera) | P     | Kevin Rauhut           |
| 2  | Germania (bandiera) | D     | Patrick Koronkiewicz   |
| 3  | Germania (bandiera) | D     | Sascha Eichmeier       |
| 4  | Germania (bandiera) | D     | Evangelos Papaeftimiou |
| 5  | Germania (bandiera) | D     | Christopher Schadeberg |
| 6  | Germania (bandiera) | C     | Dennis Lang            |
| 7  | Germania (bandiera) | A     | Alexander Hettich      |
| 8  | Germania (bandiera) | C     | Daniel Grebe           |
| 9  | Turchia (bandiera)  | A     | Erdinc Solak           |
| 10 | Germania (bandiera) | C     | Manuel Glowacz         |
| 11 | Germania (bandiera) | C     | Abdelkader Maouel      |
| 12 | Germania (bandiera) | P     | Yannik Dauth           |

| N. |                        | Ruolo | Calciatore           |
| -- | ---------------------- | ----- | -------------------- |
| 13 | Germania (bandiera)    | C     | Mark Zeh             |
| 14 | Germania (bandiera)    | C     | Michael May          |
| 15 | Turchia (bandiera)     | A     | Haluk Arslan         |
| 16 | Germania (bandiera)    | A     | Julian Quaas         |
| 17 | Francia (bandiera)     | A     | Zouhair Bouadoud     |
| 18 | Polonia (bandiera)     | C     | André Dej            |
| 19 | Germania (bandiera)    | D     | Serkan Dalman        |
| 20 | Serbia (bandiera)      | A     | Siniša Veselinović   |
| 21 | Germania (bandiera)    | C     | Konstantin Möllering |
| 22 | Germania (bandiera)    | P     | Florian Säglitz      |
| 23 | Germania (bandiera)    | D     | Richard Weber        |
| 24 | Paesi Bassi (bandiera) | D     | Maikel Verkoelen     |

## Organigramma societario
Area tecnica
- Allenatore: Matthias Hagner
- Allenatore in seconda:
- Preparatore dei portieri:
- Preparatori atletici:
- Analisi video:

## Calciomercato

### Sessione estiva
| Acquisti | Acquisti               | Acquisti             | Acquisti |
| R.       | Nome                   | da                   | Modalità |
| -------- | ---------------------- | -------------------- | -------- |
| D        | Patrick Koronkiewicz   | RB Lipsia            |          |
| C        | Felix Robrecht         | Rot-Weiß Erfurt      |          |
| C        | Konstantin Möllering   | Sportfreunde Lotte   |          |
| A        | Haluk Arslan           | Siegen U19           |          |
| D        | Sascha Eichmeier       | Viktoria Colonia     |          |
| C        | Manuel Glowacz         | Viktoria Colonia     |          |
| C        | Dennis Lang            | Alemannia Aquisgrana |          |
| C        | Abdelkader Maouel      | Bergisch Gladbach    |          |
| D        | Evangelos Papaeftimiou | SV Wilhelmshaven     |          |
| A        | Julian Quaas           | Siegen U19           |          |
| P        | Kevin Rauhut           | Alemannia Aquisgrana |          |
| P        | Florian Säglitz        | Gießen               |          |
| D        | Christopher Schadeberg | FSV Francoforte II   |          |

| Cessioni | Cessioni           | Cessioni               | Cessioni |
| R.       | Nome               | a                      | Modalità |
| -------- | ------------------ | ---------------------- | -------- |
| C        | Maxim Romanovski   | Zwickau                |          |
| D        | Leon Binder        | Colonia II             |          |
| C        | Julian Jakobs      | Hansa Rostock          |          |
| C        | Mefail Kadrija     | SVN Zweibrücken        |          |
| P        | Stefan Kemmerling  | Viktoria Arnoldsweiler |          |
| D        | Christoph Klippel  | Viktoria Berlino       |          |
| P        | Raphael Koczor     | Viktoria Colonia       |          |
| D        | Markus Lemke       | Berliner AK 07         |          |
| C        | Waldemar Schattner | Uerdingen 05           |          |
| A        | Patrick Sonntag    | VfB Auerbach           |          |
| D        | Fatih Tüysüz       | Erndtebrück            |          |

## Risultati

### Regionalliga

#### Girone di andata
| Arbitro: | Bandurski |

|                               |           |            |
| Grieneisen 19’ Freiberger 74’ | Marcatori | 49’ Maouel |

| Siegen 4 agosto 2013, ore 15:00 CEST 2ª giornata | Siegen     | 0 – 0 referto | Borussia M'gladbach II | Leimbachstadion (2 020 spett.)\| Arbitro: \| Altehenger \| |
| Arbitro:                                         | Altehenger |               |                        |                                                            |

| Arbitro: | Visse |

|  |           |                                          |
|  | Marcatori | 26’ Dej 33’ Zeh 54’ Binder 68’ Eichmeier |

| 17 agosto 2013 4ª giornata |  | – turno di riposo |  |  |

| Arbitro: | Frömel |

|                   |           |            |
| Binder 90’ (rig.) | Marcatori | 12’ Pagano |

| Arbitro: | Maibaum |

|                                     |           |                                 |
| Studtrucker 5’ (rig.) Czyszczon 66’ | Marcatori | 9’ Eichmeier 25’ Maouel 49’ Zeh |

| Arbitro: | Jolk |

|                        |           |                       |
| Bouadoud 42’ Grebe 44’ | Marcatori | 22’ Narey 31’ Hartwig |

| Arbitro: | Stegemann |

|                         |           |         |
| Rami 76’ Fejzullahu 87’ | Marcatori | 26’ Dej |

| Arbitro: | Sevinc |

|                                  |           |  |
| Weber 6’ Bouadoud 33’ Maouel 62’ | Marcatori |  |

| Arbitro: | Schmitz |

|  |           |               |
|  | Marcatori | 28’ Möllering |

| Arbitro: | Altehenger |

|                                       |           |  |
| Eichmeier 20’ Maouel 24’ Bouadoud 76’ | Marcatori |  |

| Arbitro: | Weirich |

|          |           |                     |
| Dogan 6’ | Marcatori | 50’ Zeh 85’ Hettich |

| Arbitro: | Sauer |

|                    |           |  |
| Eichmeier 22’, 79’ | Marcatori |  |

| Arbitro: | Kurtes |

|                                           |           |         |
| Caillas 6’ Leipertz 66’, 76’ Borgmann 79’ | Marcatori | 37’ Dej |

| Arbitro: | Wollenweber |

|  |           |              |
|  | Marcatori | 82’ Aydogmus |

| Arbitro: | Rott |

|               |           |               |
| Engelmann 90’ | Marcatori | 50’ Möllering |

| Arbitro: | Schmitz |

|                             |           |           |
| Hettich 50’ Veselinović 81’ | Marcatori | 66’ Maier |

| Arbitro: | Siewer |

|  |           |                            |
|  | Marcatori | 9’ Veselinović 45’ Hettich |

| Arbitro: | Siewer |

|                                        |           |                           |
| Hettich 22’ Möllering 51’ Bouadoud 77’ | Marcatori | 42’ Platzek 89’ Dombrowka |

#### Girone di ritorno
| Arbitro: | Heinrichs |

|            |           |             |
| Hettich 3’ | Marcatori | 8’ Herröder |

| Arbitro: | Frömel |

|                  |           |         |
| Stang 72’ (rig.) | Marcatori | 76’ Zeh |

| Arbitro: | Bläser |

|                   |           |            |
| Dej 34’ Grebe 50’ | Marcatori | 29’ Göttel |

| 15 febbraio 2014 23ª giornata |  | – turno di riposo |  |  |

| Arbitro: | Storks |

|                                                          |           |                                                          |
| Pagano 67’ Candan 70’ Nottbeck 75’ Wunderlich 81’ (rig.) | Marcatori | 28’ Koronkiewicz 45’ Zeh 49’ (rig.) Hettich 82’ Bouadoud |

| Arbitro: | Athanassiadis |

|                               |           |  |
| Bouadoud 43’ Koronkiewicz 74’ | Marcatori |  |

| Leverkusen 8 marzo 2014, ore 14:00 CET 26ª giornata | Bayer Leverkusen II | 0 – 0 referto | Siegen | Ulrich-Haberland-Stadion (420 spett.)\| Arbitro: \| Börner \| |
| Arbitro:                                            | Börner              |               |        |                                                               |

| Arbitro: | Waschitzki-Günther |

|           |           |  |
| Weber 41’ | Marcatori |  |

| Aquisgrana 22 marzo 2014, ore 14:00 CET 28ª giornata | Alemannia Aquisgrana | 0 – 0 referto | Siegen | Stadio Tivoli (5 600 spett.)\| Arbitro: \| Heien \| |
| Arbitro:                                             | Heien                |               |        |                                                     |

| Arbitro: | Brüggemann |

|             |           |                 |
| Hettich 34’ | Marcatori | 19’, 80’ Jansen |

| Arbitro: | Sauer |

|  |           |                                          |
|  | Marcatori | 14’ Maouel 23’ Hettich 25’ Dej 45’ Weber |

| Arbitro: | Visse |

|                              |           |                     |
| Veselinović 33’, 80’ Zeh 70’ | Marcatori | 1’ Dogan 58’ Pozder |

| Arbitro: | Weirich |

|  |           |                  |
|  | Marcatori | 24’, 30’ Hettich |

| Siegen 20 aprile 2014, ore 14:00 CEST 33ª giornata | Siegen  | 0 – 0 referto | Schalke 04 II | Leimbachstadion (1 776 spett.)\| Arbitro: \| Altgeld \| |
| Arbitro:                                           | Altgeld |               |               |                                                         |

| Arbitro: | Heinrichs |

|             |           |  |
| Dahmani 77’ | Marcatori |  |

| Arbitro: | Maibaum |

|              |           |  |
| Bouadoud 22’ | Marcatori |  |

| Arbitro: | Schäfer |

|            |           |  |
| Jevric 36’ | Marcatori |  |

| Arbitro: | Börner |

|                                    |           |                |
| Grebe 10’ Dej 82’ Koronkiewicz 82’ | Marcatori | 50’ (rig.) Ban |

| Arbitro: | Visse |

|               |           |  |
| Propheter 81’ | Marcatori |  |

## Statistiche

### Statistiche di squadra
| Competizione       | Punti | In casa | In casa | In casa | In casa | In casa | In casa | In trasferta | In trasferta | In trasferta | In trasferta | In trasferta | In trasferta | Totale | Totale | Totale | Totale | Totale | Totale | DR  |
| Competizione       | Punti | G       | V       | N       | P       | Gf      | Gs      | G            | V            | N            | P            | Gf           | Gs           | G      | V      | N      | P      | Gf     | Gs     | DR  |
| ------------------ | ----- | ------- | ------- | ------- | ------- | ------- | ------- | ------------ | ------------ | ------------ | ------------ | ------------ | ------------ | ------ | ------ | ------ | ------ | ------ | ------ | --- |
| Regionalliga ovest | 64    | 18      | 11      | 5       | 2       | 30      | 14      | 18           | 7            | 5            | 6            | 27           | 20           | 36     | 18     | 10     | 8      | 57     | 34     | +23 |
| Totale             | 64    | 18      | 11      | 5       | 2       | 30      | 14      | 18           | 7            | 5            | 6            | 27           | 20           | 36     | 18     | 10     | 8      | 57     | 34     | +23 |

### Andamento in campionato
| Giornata  | 1  | 2  | 3 | 4  | 5  | 6 | 7  | 8  | 9 | 10 | 11 | 12 | 13 | 14 | 15 | 16 | 17 | 18 | 19 | 20 | 21 | 22 | 23 | 24 | 25 | 26 | 27 | 28 | 29 | 30 | 31 | 32 | 33 | 34 | 35 | 36 | 37 | 38 |
| --------- | -- | -- | - | -- | -- | - | -- | -- | - | -- | -- | -- | -- | -- | -- | -- | -- | -- | -- | -- | -- | -- | -- | -- | -- | -- | -- | -- | -- | -- | -- | -- | -- | -- | -- | -- | -- | -- |
| Luogo     | T  | C  | T |    | C  | T | C  | T  | C | T  | C  | T  | C  | T  | C  | T  | C  | T  | C  | C  | T  | C  |    | T  | C  | T  | C  | T  | C  | T  | C  | T  | C  | T  | C  | T  | C  | T  |
| Risultato | P  | N  | V |    | N  | V | N  | P  | V | V  | V  | V  | V  | P  | P  | N  | V  | V  | V  | N  | N  | V  |    | N  | V  | N  | V  | N  | P  | V  | V  | V  | N  | P  | V  | P  | V  | P  |
| Posizione | 12 | 12 | 8 | 12 | 12 | 9 | 10 | 11 | 9 | 8  | 6  | 5  | 5  | 5  | 6  | 7  | 6  | 5  | 3  | 4  | 5  | 3  | 5  | 6  | 3  | 3  | 3  | 3  | 6  | 5  | 4  | 3  | 4  | 5  | 3  | 5  | 5  | 5  |

Legenda:

Luogo: C = Casa; T = Trasferta. Risultato: V = Vittoria; N = Pareggio; P = Sconfitta.

### Statistiche dei giocatori
| H. Arslan       | 3  | 0  | 0 | 0 |
| L. Binder       | 4  | 2  | 0 | 0 |
| Z. Bouadoud     | 27 | 7  | 5 | 0 |
| S. Dalman       | 19 | 0  | 3 | 0 |
| Y. Dauth        | 13 | 0  | 0 | 0 |
| A. Dej          | 34 | 6  | 2 | 0 |
| S. Eichmeier    | 35 | 5  | 7 | 0 |
| M. Glowacz      | 21 | 0  | 1 | 0 |
| D. Grebe        | 33 | 3  | 5 | 0 |
| A. Hettich      | 33 | 10 | 3 | 0 |
| P. Koronkiewicz | 28 | 3  | 4 | 0 |
| D. Lang         | 5  | 0  | 0 | 0 |
| A. Maouel       | 33 | 5  | 4 | 0 |
| M. May          | 0  | 0  | 0 | 0 |
| K. Möllering    | 21 | 3  | 0 | 0 |
| E. Papaeftimiou | 2  | 0  | 1 | 0 |
| J. Quaas        | 1  | 0  | 0 | 0 |
| K. Rauhut       | 23 | 0  | 2 | 0 |
| F. Robrecht     | 2  | 0  | 1 | 0 |
| C. Schadeberg   | 20 | 0  | 1 | 0 |
| E. Solak        | 8  | 0  | 0 | 0 |
| F. Säglitz      | 0  | 0  | 0 | 0 |
| T. Tipurić      | 14 | 0  | 2 | 0 |
| M. Verkoelen    | 12 | 0  | 0 | 0 |
| S. Veselinović  | 21 | 4  | 2 | 0 |
| R. Weber        | 36 | 3  | 4 | 0 |
| M. Zeh          | 35 | 6  | 5 | 0 |